# Vliegbasis Sjadrinsk
Vliegbasis Sjadrinsk (Russisch: аэродром Шадринск) is een vliegveld van de Russische Luchtmacht op 6 kilometer ten zuidoosten van de gelijknamige stad Sjadrinsk. Het is een basis voor Il-76ers, met een grote landingsbaan. De basis wordt beheerd door het 600 Gv TAD (600e transportdivisie van de Militaire Garde). Sinds 1992 gebruikt het 600 Gv TAD IL-76M-vliegtuigen.